# 2018-04-01
2018-04-01 (chinesisch 2018年4月1日, Pinyin 2018 nián 4 yuè 1 rì) ist eine Science-Fiction-Kurzgeschichte des chinesischen Schriftstellers Liu Cixin, zuerst veröffentlicht im Januar 2009. Im Jahr 2020 erschien die Kurzgeschichte in der Sammlung Hold Up the Sky.

## Handlung
In der Zukunft ist durch Generweiterung, bei welcher die natürliche Alterung der Zellen verlangsamt wird, die Erhöhung der Lebensspanne auf dreihundert Jahre möglich. Der Protagonist arbeitet in einer Bank und plant schon länger den Diebstahl der nötigen fünf Millionen Yuan, denn selbst zwanzig Jahre Gefängnis wiegen den Gewinn durch Generweiterung nicht auf. Nur seine Liebe Jian Jian lässt ihn zögern. Nach einem Aprilscherz seiner Kollegen darüber, dass die digitale IT-Republik alles digitale Geld gelöscht habe, beginnt der Protagonist zu handeln. Er besucht Jian Jian um zu reden, als sie beginnt ihr Bedauern darüber auszudrücken, dass sie immer noch jung sein wird, wenn er schon alt ist. Es stellt sich heraus, dass Jian Jian sich nicht der Generweiterung unterzogen hat, sondern genug Geld gespart hat, um hundert Jahre in den Kälteschlaf zu gehen, nach denen die Generweiterung vermutlich billiger sein wird. Der Protagonist stiehlt sofort die fünf Millionen Yuan und bekommt einen Anruf über seine morgen vollzogene Generweiterung, dann nachdenklich darüber mit Jian Jian zu den ersten Menschen zu gehören, die wahrhaftig die Ewigkeit berühren.

## Kritik
Paul Di Filippo schreibt im Locus Magazine, dass die Kurzgeschichte kurz und prägnant sei („short yet potent“) und durch ihre Beschreibung einer nahen Zukunft, in der teure Langzeitbehandlungen und andere verrückte Trends ein soziales Chaos anrichten, schon beinahe zum Cyberpunkt gezählt werden kann („almost cyberpunk in its depiction of a near-future where expensive longevity treatments, along with half a dozen other crazy trends, have created societal chaos“). In einer solchen Welt sei der egoistische Protagonist ohne Moral eine perfekte Wahl („amoral, selfish hero is a perfect fit for the venue“).
Nicole Beck schreibt in Strange Horizons, dass da es die einzige Kurzgeschichte in Hold Up the Sky mit einer Erzählung durch die erste Person ist, es nicht zufällig die vergessenswerteste ist („not coincidentally [....] the most forgettable“).Sie argumentiert, dass sehr wenig den namenlosen Protagonisten von Wandpapier unterscheidet („very little distinguishes the nameless narrator from wallpaper“), da seine Beobachtungen und Wünsche einfach zu banal seien („his observations and desires are banal“).